# Wohnsitz (Deutschland)
Der Wohnsitz ist der räumliche Mittelpunkt der Lebensverhältnisse einer natürlichen Person. Im Unterschied zum bloßen Aufenthalt oder Wohnort setzt der Wohnsitz einen rechtsgeschäftlichen Willen voraus, einen solchen zu begründen.
Die zivilrechtlichen Regelungen zur Begründung und Aufhebung des Wohnsitzes finden sich in §§ 7 ff. Bürgerliches Gesetzbuch (BGB). Davon abzugrenzen ist das Bundesmeldegesetz, siehe Abschnitt „Haupt- und Zweitwohnsitz“.
Dem Wohnsitz natürlicher Personen entspricht der Sitz bzw. die Niederlassung juristischer Personen (§ 24 BGB, § 29 HGB, § 4 Abs. 3 GewO).
Auch die Unterbringung in einer Notunterkunft, etwa einem Obdachlosenheim, stellt einen Wohnsitz dar.

## Rechtliche Bedeutung
Durch den Wohnsitz wird der allgemeine Gerichtsstand einer Person bestimmt (§ 13 ZPO). Bei Personen, die keinen Wohnsitz haben, wird der Gerichtsstand durch den Aufenthaltsort oder den letzten bekannten Wohnsitz bestimmt (§ 16 ZPO). Der Wohnsitz bestimmt außerdem im Schuldrecht über den maßgeblichen Leistungs- und Zahlungsort (§ 269, § 270 BGB) oder das zuständige Standesamt bei Eheschließungen (§ 12 PStG). Im Steuerrecht hat jemand dort seinen Wohnsitz, wo er eine Wohnung unter Umständen innehat, die darauf schließen lassen, dass er die Wohnung beibehalten und benutzen wird (§ 8 AO); dort unterliegt er in der Regel der Steuerpflicht. Die Vorschriften über die deutsche Sozialversicherung gelten – soweit sie nicht eine Beschäftigung oder eine selbständige Tätigkeit voraussetzen – für alle Personen, die ihren Wohnsitz oder gewöhnlichen Aufenthalt in Deutschland haben (§ 3 Nr. 2 SGB IV).

## Gewillkürter und gesetzlicher Wohnsitz
- Der freigewählte (gewillkürte) Wohnsitz einer Person befindet sich dort, wo sie sich ständig und willentlich niederlässt (§ 7 BGB). Wer geschäftsunfähig oder in der Geschäftsfähigkeit beschränkt ist, kann deshalb ohne den Willen seines gesetzlichen Vertreters einen Wohnsitz weder begründen noch aufheben (§ 8 Abs. 1 BGB). Zulässig ist auch ein Doppelwohnsitz in mehreren politischen Gemeinden (§ 7 Abs. 2 BGB) oder die Aufgabe eines Wohnsitzes, ohne einen neuen zu begründen (Obdachlosigkeit).
- Der gesetzliche Wohnsitz minderjähriger Kinder befindet sich am Wohnsitz der Eltern bzw. des personensorgeberechtigten Elternteils (§ 11 Satz 1 BGB), ansonsten am Wohnsitz desjenigen, dem dieses Recht zusteht, etwa des Vormunds (§ 11 Satz 2 BGB).
- Ein volljähriger Berufssoldat oder Soldat auf Zeit hat seinen Wohnsitz am Standort (§ 9 BGB).

## Haupt- und Zweitwohnsitz
In Deutschland besteht unabhängig von der Staatsangehörigkeit für jeden Einwohner die Pflicht, einen Wohnungsein- oder -auszug zu melden. Von der allgemeinen Meldepflicht sind nur wenige Befreiungen (z. B. für ausländische Diplomaten und ihre Familien, § 26 BMG) und Ausnahmen (§ 27 BMG) vorgesehen. Die zu meldenden Daten werden von den Meldebehörden im Melderegister gespeichert (§ 3 BMG). Wer sich nicht, nicht richtig oder nicht rechtzeitig an- oder abmeldet, begeht eine Ordnungswidrigkeit (§ 54 BMG).
Das Meldewesen dient in erster Linie der Identitätsfeststellung und dem Wohnungsnachweis natürlicher Personen (§ 2 Abs. 1 BMG). Es kommt deshalb nicht auf den zivilrechtlichen Rechtsbegriff des Wohnsitzes, sondern den tatsächlichen Aufenthalt, die Wohnung an (§ 17 BMG). Wohnung ist dabei jeder umschlossene Raum, der zum Wohnen oder Schlafen benutzt wird (§ 20 BMG).
Deutsche, die sich im Ausland dauerhaft niederlassen, müssen sich nicht bei der jeweiligen deutschen Botschaft melden. Sie können sich jedoch zur Krisenvorsorge in ein Register aufnehmen lassen (§ 6 Abs. 3 KonsG). Wer im Ausland lebt und zusätzlich aber in Deutschland eine Wohnung besitzt und diese regelmäßig nutzt, muss wegen der Meldepflicht auch in Deutschland gemeldet sein. In der Regel folgt daraus eine unbeschränkte Einkommensteuerpflicht, wobei Doppelbesteuerungsabkommen zur Anwendung kommen.
Deutsche, die z. B. in Spanien einen Wohnsitz begründen, müssen sich eine Steuernummer (N.I.E.) ausstellen lassen. Wollen sie bestimmte Rechte von Spaniern nutzen, müssen sie darüber hinaus eine Residentschaft beantragen.

### Unterscheidung
Hat ein Einwohner mehrere Wohnungen im Inland, so ist eine dieser Wohnungen seine Hauptwohnung (Erstwohnsitz). Hauptwohnung ist die vorwiegend benutzte Wohnung des Einwohners (§ 21 BMG). Nebenwohnung ist jede weitere Wohnung des Einwohners im Inland. Die meldepflichtige Person hat der Meldebehörde mitzuteilen, welche weiteren Wohnungen im Inland sie hat und welche Wohnung ihre Hauptwohnung ist (§ 21 BMG). Der Wohnsitz eines Menschen ist gewöhnlich identisch mit seiner Hauptwohnung.

### Rechtliche Bedeutung
- Im öffentlichen Recht ist in der Regel die Hauptwohnung maßgeblich, die in manchen Bestimmungen ebenfalls als „Wohnsitz“ bezeichnet wird.
- So ist der Eintrag in das Wählerverzeichnis und damit die Ausübung des Wahlrechts nur am Ort der Hauptwohnung möglich (§ 12 BWahlG, § 16 BWO).[4]
- Für die Besteuerung natürlicher Personen nach dem Einkommen und Vermögen, insbesondere für die Verwaltung der elektronischen Lohnsteuerabzugsmerkmale (elektronische Steuerkarte) ist das Finanzamt der Hauptwohnung örtlich zuständig („Wohnsitzfinanzamt“, § 19 Abs. 1 Satz 2 AO).
- Personalausweise werden von der für die Hauptwohnung zuständigen Ausweisbehörde ausgestellt (§ 8 Abs. 1 Satz 1 PAuswG).
- Viele Städte erheben für das Innehaben einer Nebenwohnung eine Zweitwohnungssteuer, beispielsweise Berlin. Für den kommunalen Finanzausgleich (Schlüsselzuweisung) ist dagegen die Hauptwohnung entscheidend. Daraus ergab sich einer der Gründe für die Einführung einer Zweitwohnungssteuer.
- Inhaber einer Nebenwohnung können sich vom Rundfunkbeitrag für die Nebenwohnung befreien lassen, wenn sie am Hauptwohnsitz bereits den Rundfunkbeitrag entrichten. Dies gilt auch, wenn am Hauptwohnsitz der Ehepartner oder eingetragene Lebenspartner den Rundfunkbeitrag zahlt.[5]

## Wohnsitz von Beamten, Richtern und Soldaten in Deutschland
Gemäß § 15 Abs. 1 Satz 1 Bundesbesoldungsgesetz (BBesG) ist der dienstliche Wohnsitz des Beamten oder des Richters der Ort, an dem die Behörde oder ständige Dienststelle ihren Sitz hat. Der dienstliche Wohnsitz eines Soldaten heißt Standort gemäß § 15 Abs. 1 Satz 2 BBesG.